# Mollicia eltaninae
Mollicia eltaninae är en kräftdjursart som först beskrevs av Deevey 1978.  Mollicia eltaninae ingår i släktet Mollicia och familjen Halocyprididae. Inga underarter finns listade i Catalogue of Life.